# Церква Сен-Мартін (Кольмар)
Церква Сен-Мартін (фр. Eglise St.Martin) — готична церква, присвячена св. Мартину Турському, яка знаходиться в місті Кольмар у Франції на Соборній площі. Була побудована в XIII-XIV століттях. Довгий час в ній зберігалася відома вівтарна композиція «Мадонна в альтанці з троянд» Мартіна Шонгауера, створена спеціально для цієї церкви.

## Історія
Церква Сен-Мартін була побудована в готичному стилі в XIII-XIV століттях. Вона розташована на центральній Соборній площі в місті Кольмар. Серед жителів міста існує думка, що міська церква є собором, хоча це не зовсім відповідає дійсності, так як в місті Кольмар немає єпископальної кафедри. У зв'язку з розміщенням церкви на цій площі виникла і назва самої площі - Соборна.
У 1473 році спеціально для церкви Сен-Мартін була написана вівтарна композиція «Мадонна в альтанці з троянд». Автором роботи став Мартін Шонгауер. Картина збереглася до нашого часу і є єдиною датованою роботою Шонгауера, яка дійшла до нашого часу. На ній зображена закрита альтанка, наповнена трояндами, в якій знаходяться Мадонна з немовлям. Фон роботи має золоте сяйво. Голова Мадонни схилена в сторону. В кінці XVIII століття картина перебувала не в церкві Сен-Мартін, а в єзуїтському монастирі для збереження (в той час твори мистецтва, що зображували святих і королів, наражалися на небезпеку). В даний час вона знаходиться в домініканській церкві Кольмара.
Церква Сен-Мартін відрізняється унікальним шпилем, створеним в монгольському стилі в 1572 році і критим міддю. Обхід хору також виділяється і зроблений в досить похмурому стилі.
Дах церкви - двосхилий черепичний. Дзвіниця триярусна, з стрілчастими вікнами, які укріплені контрфорсами. Церква відкрита щодня з 8 до 18 годин.

## Галерея

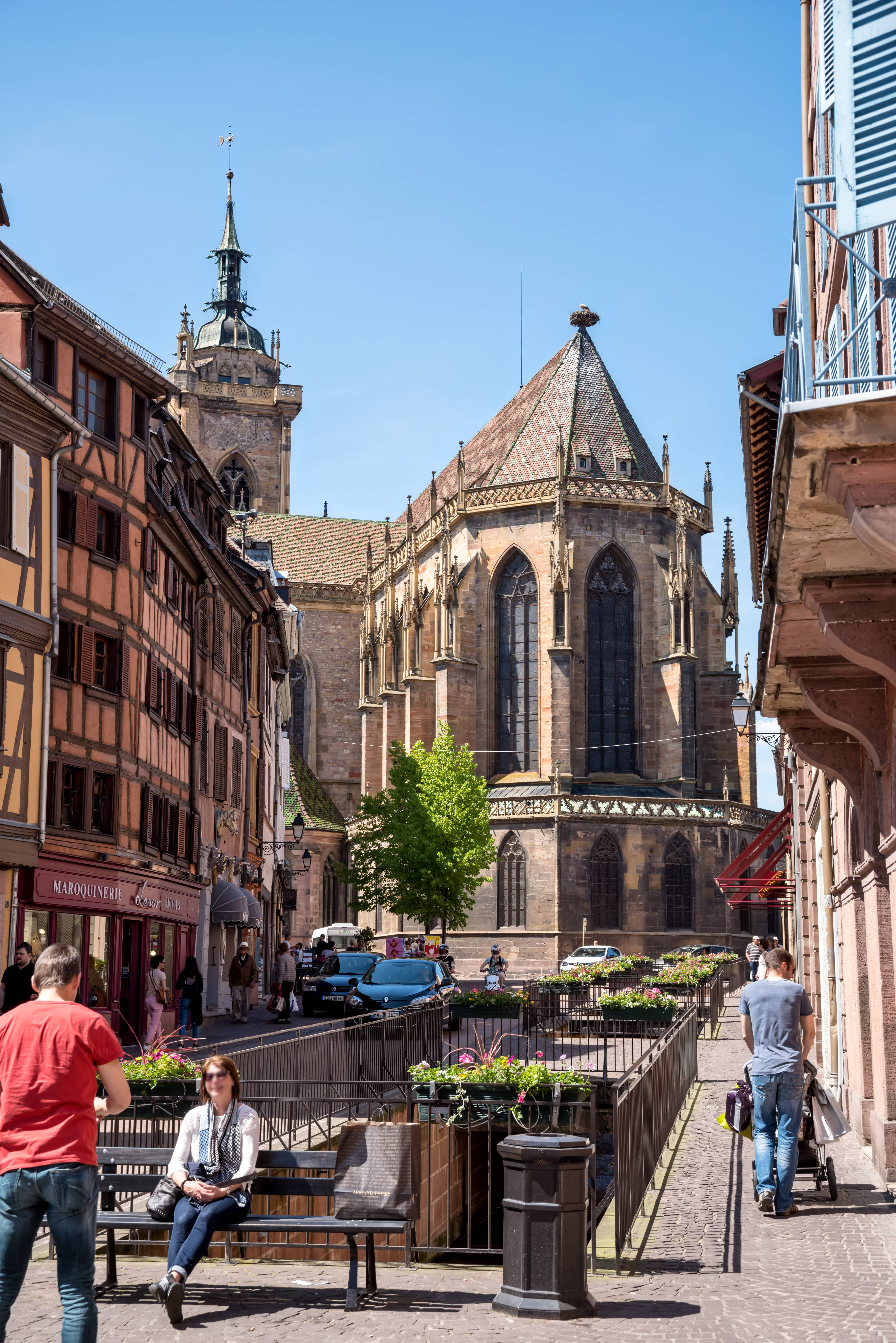
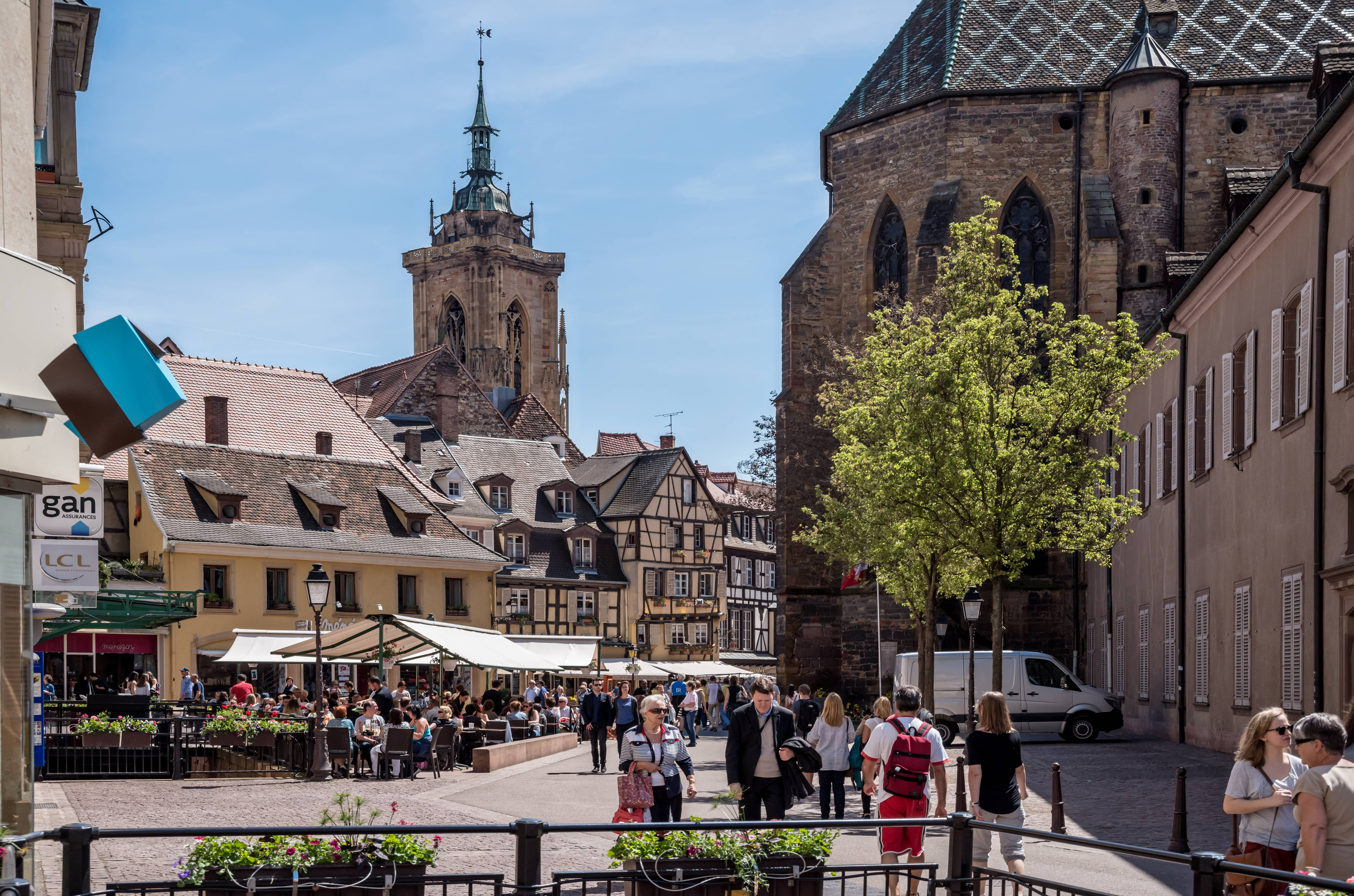
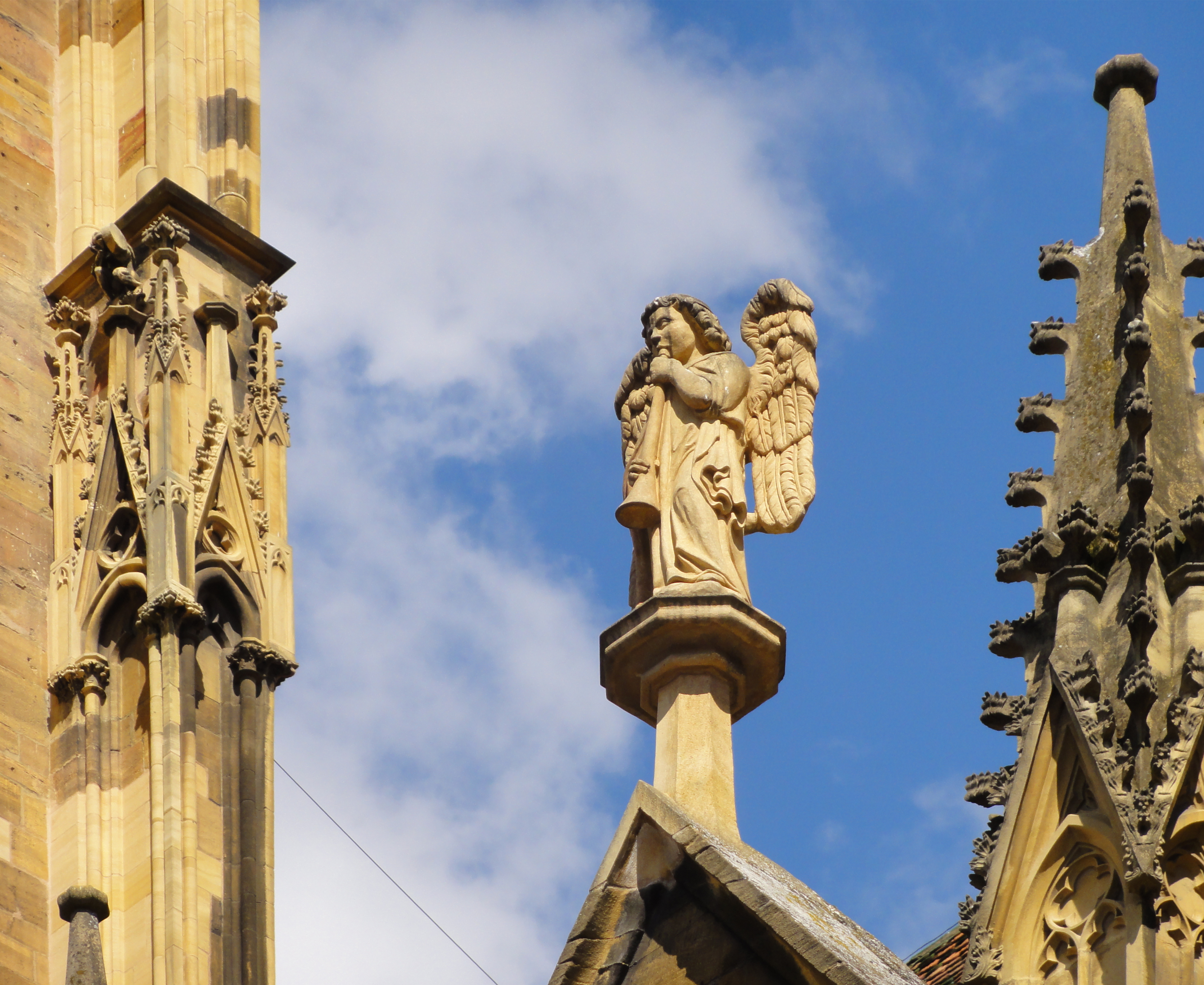
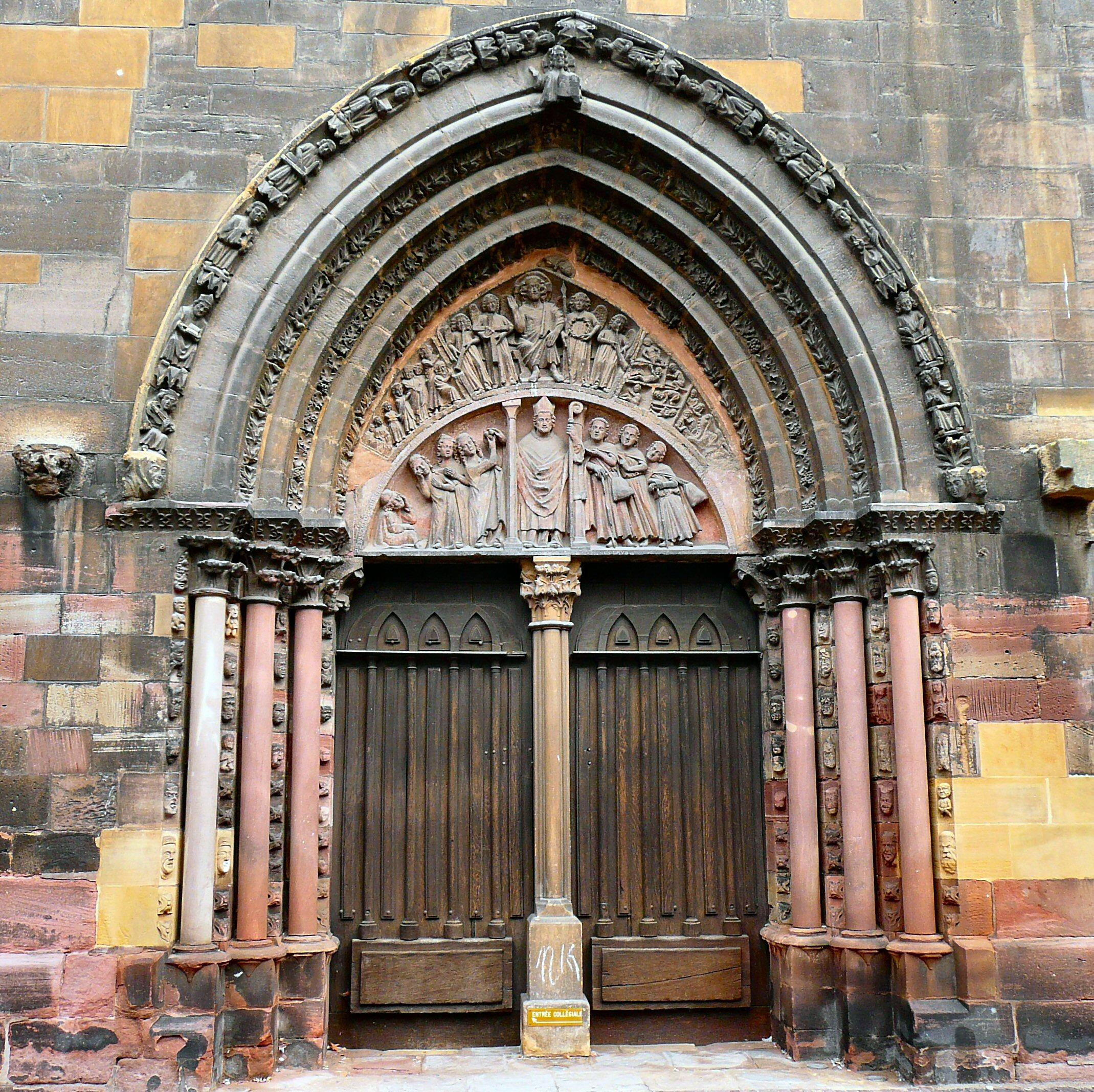
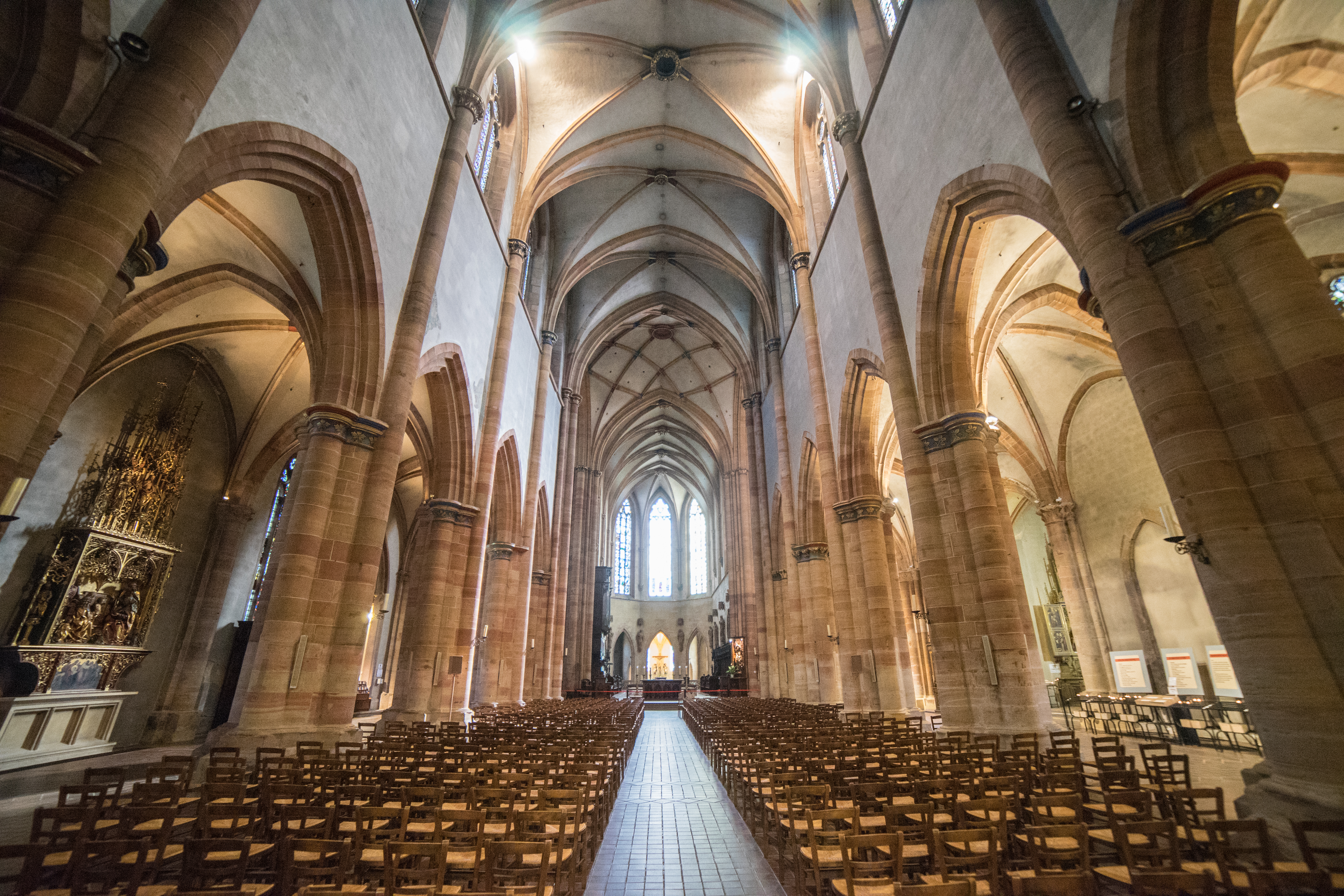
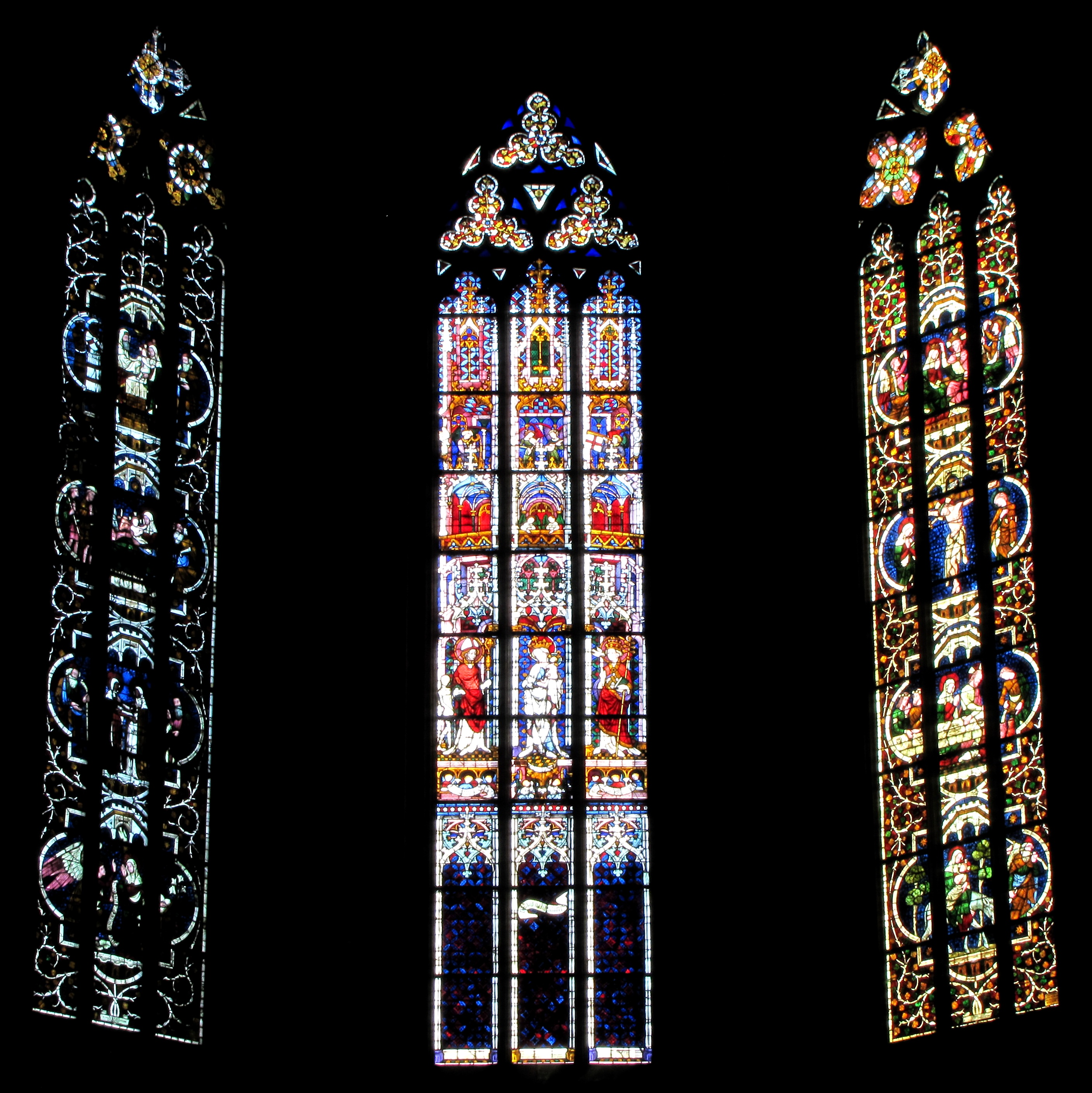
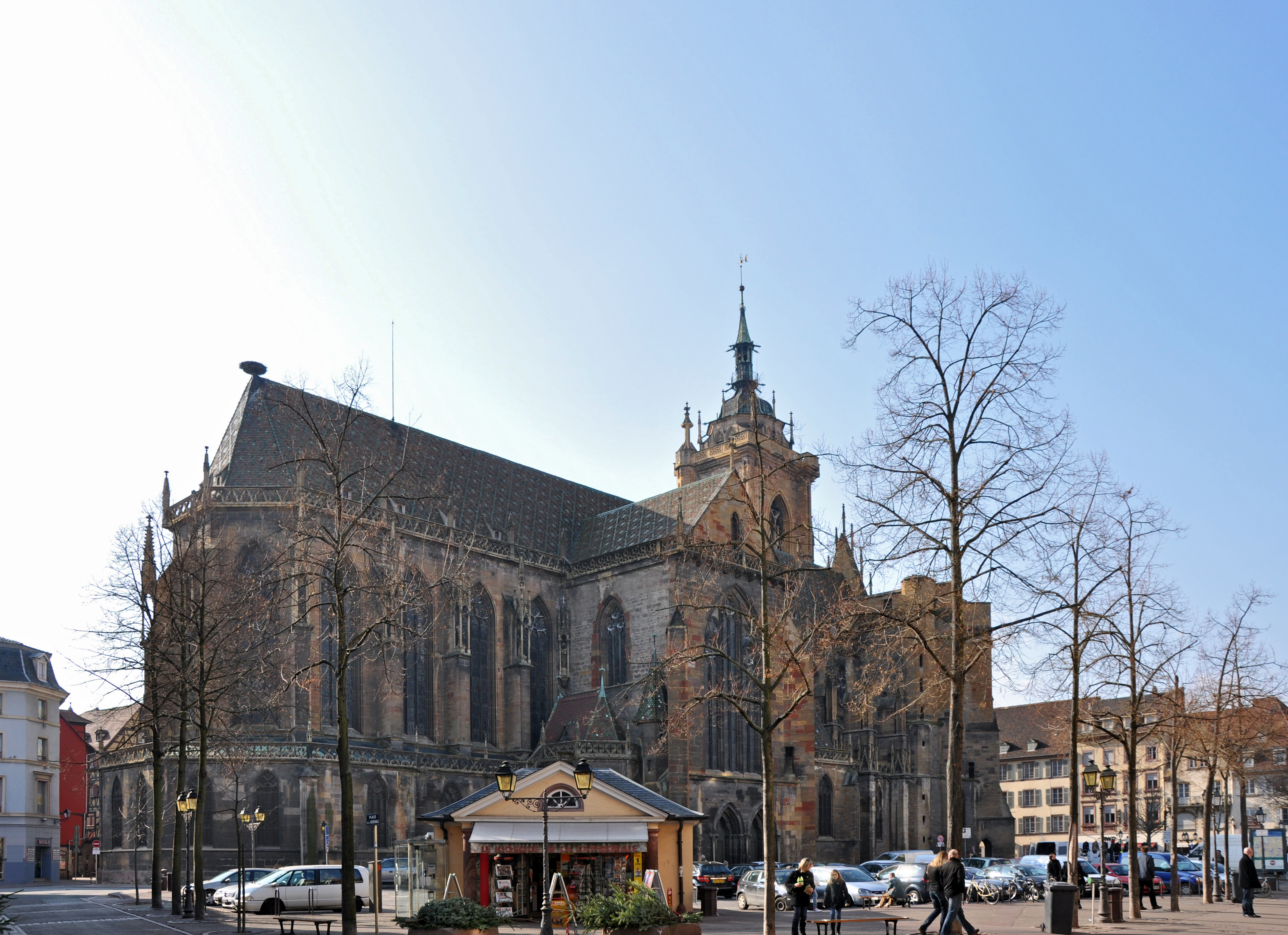
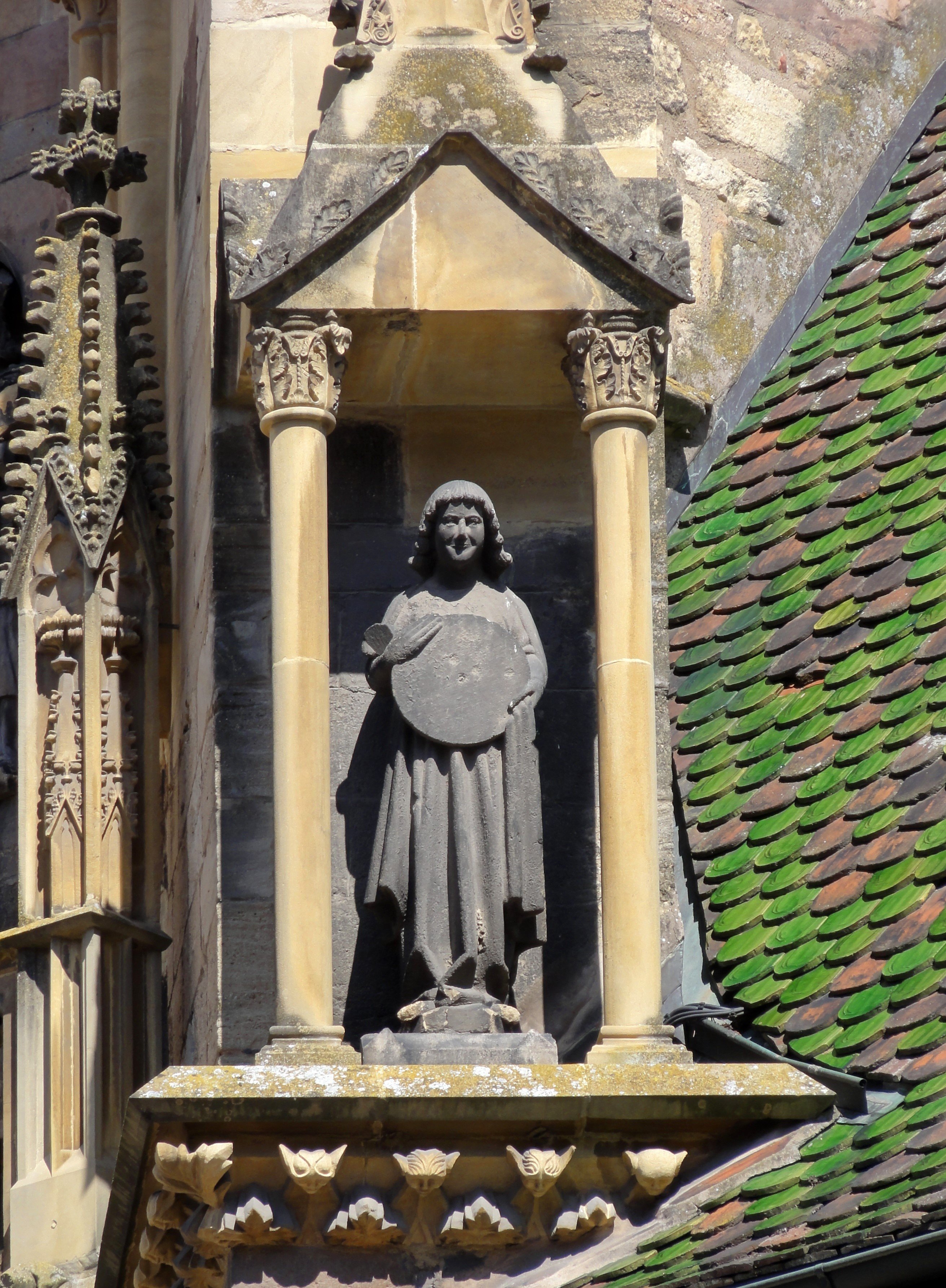